# Elasmus semipallidipes
Elasmus semipallidipes är en stekelart som beskrevs av Girault 1940. Elasmus semipallidipes ingår i släktet Elasmus och familjen finglanssteklar. Inga underarter finns listade i Catalogue of Life.